# Перше Чемерчеєво
Перше Чемерче́єво (рос. Первое Чемерчеево, чув. Лапра) — присілок у складі Цівільського району Чувашії, Росія. Входить до складу Опитного сільського поселення.
Населення — 246 осіб (2010; 232 у 2002).
Національний склад:
- чуваші — 98 %

Стара назва — Чемерчеєво 1-е.